# Quyền LGBT ở Kiribati
Quyền đồng tính nữ, đồng tính nam, song tính và chuyển giới (tiếng Gilbert: ???; tiếng Anh: lesbian, gay, bisexual and transgender) ở Kiribati phải đối mặt với những thách thức pháp lý mà những người không phải LGBT không gặp phải. Đồng tính luyến ái nam là bất hợp pháp trong Kiribati, với hình phạt lên tới 14 năm tù, nhưng luật là không được thi hành. Đồng tính luyến ái nữ là hợp pháp, nhưng đồng tính nữ có thể phải đối mặt với bạo lực và phân biệt đối xử. Tuy nhiên, phân biệt đối xử việc làm trên cơ sở xu hướng tình dục bị cấm.
Vào tháng 11 năm 2016, Kiribati đã bỏ phiếu chống lại kế hoạch loại bỏ Chuyên gia độc lập của Liên Hợp Quốc về bạo lực và phân biệt đối xử dựa trên xu hướng tính dục và bản dạng giới tại Đại hội đồng Liên Hợp Quốc. Việc thúc đẩy để loại bỏ chuyên gia Liên Hợp Quốc đã thất bại trong cuộc bỏ phiếu 84-77. Vì việc bỏ phiếu là sửa đổi để ngăn chặn đề xuất chống LGBT, một cuộc bỏ phiếu ủng hộ là một cuộc bỏ phiếu để giữ báo cáo viên đặc biệt về bảo vệ chống bạo lực và phân biệt đối xử dựa trên xu hướng tính dục và bản dạng giới. Kiribati cùng với Sri Lanka là hai quốc gia duy nhất, nơi đồng tính luyến ái vẫn bị hình sự hóa, những người đã bỏ phiếu theo cách này.

## Bảng tóm tắt
| Hoạt động tình dục đồng giới hợp pháp                                                                                       | (Đối với nam giới, không được thực thi)/ (Dành cho nữ) |
| Độ tuổi đồng ý | (Dành cho nam)/ (Dành cho nữ)                          |
| Luật chống phân biệt đối xử chỉ trong việc làm                                                                              | (Từ năm 2015)                                          |
| Luật chống phân biệt đối xử trong việc cung cấp hàng hóa và dịch vụ                                                         | No                                                     |
| Luật chống phân biệt đối xử trong tất cả các lĩnh vực khác (Bao gồm phân biệt đối xử gián tiếp, ngôn từ kích động thù địch) | No                                                     |
| Hôn nhân đồng giới | No                                                     |
| Công nhận các cặp đồng giới                                                                                                 | No                                                     |
| Con nuôi của các cặp vợ chồng đồng giới                                                                                     | No                                                     |
| Con nuôi chung của các cặp đồng giới                                                                                        | No                                                     |
| Người LGBT được phép phục vụ công khai trong quân đội                                                                       | Không có quân đội                                      |
| Quyền thay đổi giới tính hợp pháp                                                                                           | No                                                     |
| Truy cập IVF cho đồng tính nữ                                                                                               | No                                                     |
| Mang thai hộ thương mại cho các cặp đồng tính nam                                                                           | No                                                     |
| NQHN được phép hiến máu | No                                                     |